# Плешковське сільське поселення
Плешко́вське сільське поселення (рос. Плешковское сельское поселение) — муніципальне утворення у складі Ішимського району Тюменської області, Росія.
Адміністративний центр — село Плешково.

## Населення
Населення — 1246 осіб (2020; 1287 у 2018, 1322 у 2010, 1452 у 2002).

## Склад
До складу поселення входять такі населені пункти:
| Населений пункт      | Населення, осіб (2002) | Населення, осіб (2010) |
| -------------------- | ---------------------- | ---------------------- |
| Бутирки, присілок    | 59                     | 44                     |
| Лайкова, присілок    | 80                     | 57                     |
| Малий Остров, селище | 61                     | -                      |
| Малиновка, присілок  | 21                     | 22                     |
| Плешково, село       | 1231                   | 1199                   |